# Újbányai járás
Az Újbányai járás (szlovákul Okres Nová Baňa) Szlovákia egyik járása volt 1923 és 1960 között, székhelye Újbánya (Nová Baňa) volt.

## Története
Az Újbányai járás Csehszlovákia közigazgatási beosztásának 1923. évi újrarendezése során alakult az Aranyosmaróti, az Oszlányi és a Garamszentkereszti járások egyes részeiből, továbbá Újbánya városából. Az Aranyosmaróti járásból az Újbánya körül fekvő nyolc község került ide (Barsberzence, Fenyőkosztolány, Kisülés, Magasmart, Nagyülés és Oromfalu, továbbá Garamszentbenedek és a ma hozzá tartozó Peszér), míg az Oszlányi járásból Pálosnagymező. A Garamszentkereszti járásból ide csatolt községek a következők voltak: Alsótárnok, Alsózsadány, Apáthegyalja, Felsőzsadány, Geletnek, Kelő, Repistye, Szklenófürdő, Vihnye (a ma hozzá tartozó Kisbánya nélkül), továbbá Szénásfalu és a ma hozzá tartozó Bükköskút, végül a ma Mailáth-hoz tartozó Felsőtárnok (ezek ma is a Garamszentkereszti járáshoz tartoznak), illetve Dóczyfürésze, Erdősurány, Felsőhámor, Garamrudnó, Garamrév, Gyertyánfa (az akkor hozzá tartozó Élesmarttal), Madarasalja, továbbá Zsarnóca és a ma hozzá tartozó Revistyeváralja és Zsarnócakohó, végül a ma Hodrushámorhoz tartozó Alsóhámor (ezek ma a Zsarnócai járáshoz tartoznak). Az 1923. évi közigazgatási rendezéstől kezdve a mai Szlovákia területe hat nagymegyére oszlott, az Újbányai járás ezek közül Zólyom megyéhez (Zvolenská župa) került.
1928-ban az Újbányai járás területe csekély mértékben megváltozott, mivel Fenyőkosztolányt az Aranyosmaróti járáshoz csatolták, Alsótárnok és Mailáth pedig járást cserélt: előbbit az Újbányaitól a Garamszentkereszti járáshoz csatolták, az utóbbit pedig onnan ide. Ugyanekkor a nagymegyék megszűntek, Csehszlovákiát négy tartományra osztották, ekkor a járás a Csehszlovákián belüli Szlovákia része lett.
1938-ban ismét hat megyét hoztak létre, melyek a hamarosan függetlenné vált Szlovákiában is fennmaradtak, az Újbányai járás ekkor Garammente megyéhez (Pohronská župa) tartozott. Az 1938. évi első bécsi döntés, melynek alapján Magyarország megkapta Szlovákia déli sávját, közvetlenül nem érintette az Újbányai járás területét, de az ezzel összefüggésben végrehajtott közigazgatási rendezés során Dóczyfürésze és Pálosnagymező községeket 1939 elején elcsatolták a Privigyei járáshoz.
1941-ben jelentősebb, nem csupán néhány községet érintő területváltozás történt. A székhelyével együtt nagyrészt Magyarországhoz került Lévai járás Szlovákiában maradt községei közül Berekalja, Csejkő, Garamapáti, Garamkelecsény, Garamkeszi, Garamsolymos, Garamszőlős, Garamtolmács, Garamújfalu, Nagykoszmály és Óbars 1938-tól az Aranyosmaróti járáshoz lett beosztva, 1941-ben azonban átkerültek az Újbányai járáshoz, emellett az 1939-ben elcsatolt két község is visszakerült ide. Ezzel az Újbányai járás elérte legnagyobb kiterjedését története során.
A második világháború után újjáalakult Csehszlovákia közigazgatási beosztása hasonló volt az 1928-38 közöttihez, a járások ismét közvetlenül a szlovák tartományhoz tartoztak. Az Újbányai járás határai ugyanekkor visszaálltak az 1938 előtti állapotukba.
1949-ben újabb átszervezésre került sor, az 1923-28 közötti nagymegyékhez hasonló nagyobb közigazgatási egységeket hoztak létre, de ezek neve most kerület (kraj) lett, és járásunk most a Besztercebányai kerülethez került.
1960-tól jelentősen átszervezték a járásokat, a korábbiaknál sokkal nagyobbakat hozva létre. Ekkor az Újbányai járás megszűnt és teljes területével beolvadt a Garamszentkeresztibe. Szintén 1960-ban a kerületek száma Szlovákiában hatról háromra csökkent, a Garamszentkereszti járás pedig a Közép-Szlovákiai kerület része lett. A kerületek 1990-ben ismét megszűntek és csak a (nagy)járások maradtak Csehszlovákiában.
1996-ban a már független Szlovákia közigazgatási felosztását megint jelentősen átalakították. A járások száma 38-ról 79-re nőtt és ezeket nyolc kerületbe osztották be. Az egykori Újbányai járás helyén, bár kisebb területen, új járásként jött létre a Zsarnócai járás, mely a Besztercebányai kerület része lett.